# 納圖羅爾斯特普斯 (阿肯色州)
納圖羅爾斯特普斯（英語：Natural Steps）是位於美國阿肯色州普拉斯基縣的一個人口普查指定地區。

## 地理
納圖羅爾斯特普斯的座標為34°51′43″N 92°28′33″W / 34.86194°N 92.47583°W，而該地最高點為海拔高度83米（即272英尺）。

## 人口
根據2020年美國人口普查的數據，納圖羅爾斯特普斯的面積為9.22平方千米，當中陸地面積為7.15平方千米，而水域面積為2.07平方千米。當地共有人口413人，而人口密度為每平方千米44人。